# Anguila (ilha)

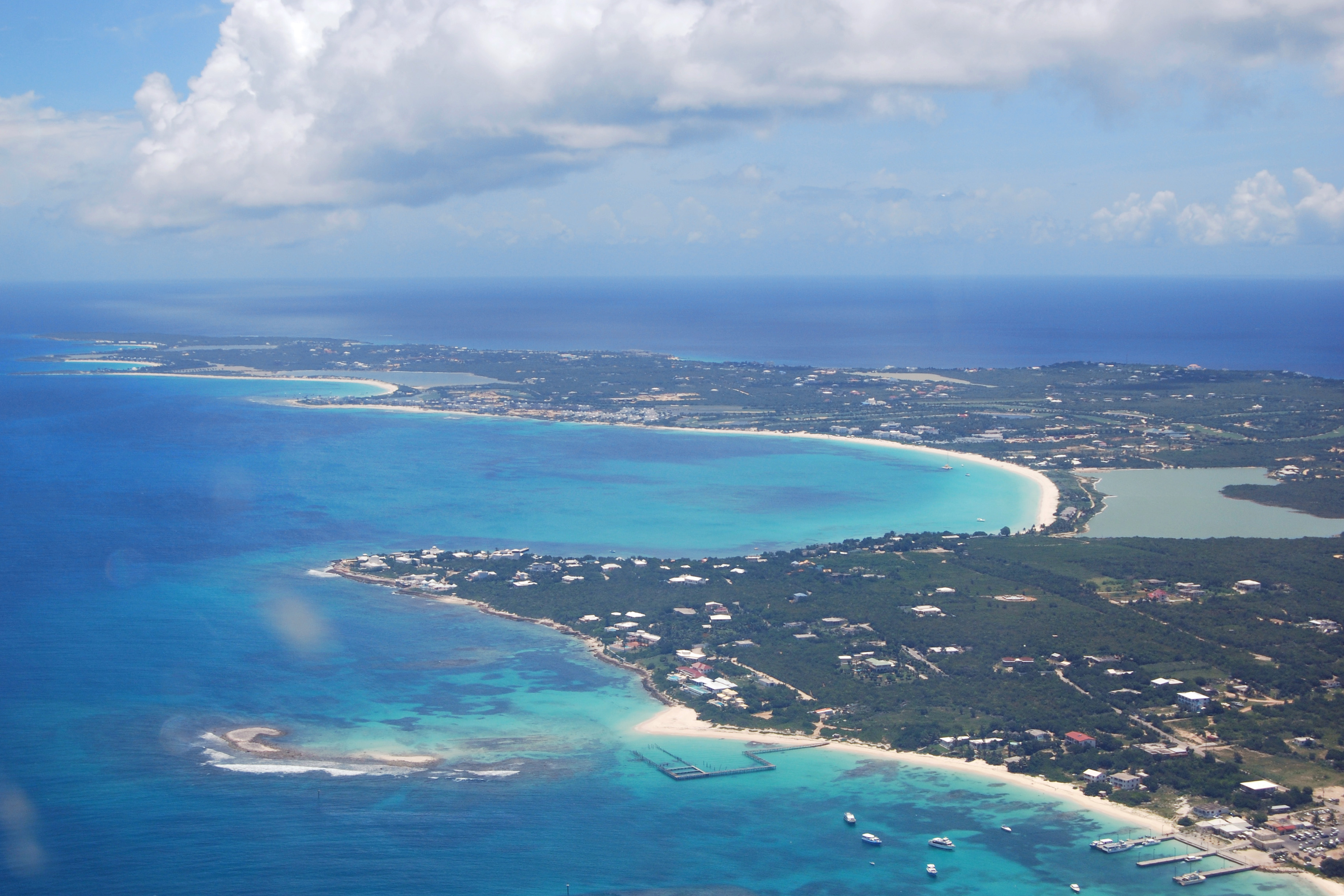
Vista aérea da ilha de Anguila.

A ilha de Anguila é a maior ilha do arquipélago de Anguila. É nesta ilha que fica localizada a capital de Anguila, a cidade The Valley.

## Principais cidades
- Sandy Ground - 1 500 habitantes
- The Valley - 890 habitantes